# Monero
Monero ( /məˈnɛroʊ/; kratica XMR) je decentralizirana kriptovaluta. Uporablja javno distribuirano knjigo transakcij s tehnologijo za izboljšanje zasebnosti, ki zakriva transakcije, da bi dosegli anonimnost in zamenljivost. V omrežju lahko izda transakcije vsakdo, opazovalci pa ne morejo razbrati zneskov transakcij ali naslovov.
Monero je bil prvič izdan leta 2014. Protokol je odprtokoden in temelji na protokolu CryptoNote, ki ga je leta 2013 prvič opisal Nicolas van Saberhagen. Kriptografska skupnost je ta koncept uporabila za zasnovo monera in je vzpostavila njegovo glavno omrežje leta 2014. Monero uporablja za zakritje podatkov o transakciji [[krožni podpis|krožne podpise], dokaze z ničelnim vedenjem, »zakrite naslove« in načine za zakritje IP-naslovov. Te možnosti so vgrajene v protokol, čeprav upoorabniki lahko delijo svoje ključe, če želijo tretjim osebam omogočiti pregled transakcij. Za izdajo novih kovancev in spodbujanje rudarjev za zaščito omrežja in potrjevanje transakcij uporablja zgoščevalno funkcijo dokaza o delu RandomX. RandomX je zasnovan tako, da je odporen proti ASIC-rudarjenju.
Monero ima tretjo največjo skupnost razvijalcev kriptovalut, za bitcoinom in ethereumom. Njegove zasebnostne lastnosti privlačijo ciferpankerje in uporabnike mehanizmov zasebnosti, ki pri bolj priljubljenih kriptovalutah niso na vojo. Vse več se uporablja v nelegalnih dejavnostih, kot so pranje denarja, plačila na temnem trgu, plačilazaradi izsiljevalskega programja in kriptougrabitve  Ameriška Služba za notranje prihodke (IRS) je objavila nagrade za ponudnike, ki lahko razvijejo tehnike sledenja monera.

## Ozadje
Korenine monera segajo v CryptoNote, kriptovalutni protokol, ki je bil najprej opisan v belem papirju Nicolasa van Saberhagna (domnevno psevdonim), objavljenem oktobra 2013. Avtor je zasebnost in anonimnost opisal kot »najpomembnejša vidika elektronske gotovine« in sledljivost bitcoinov označil za »kritično napako«. Uporabnik foruma Bitcointalk »thankful_for_today« je te ideje kodiral v kovanec, ki so ga poimenovali BitMonero. Drugi uporabniki foruma se niso strinjali z usmeritvijo »thankful_for_today« glede BitMonera, zato so ga leta 2014 razvejili tako, da so ustvarili monero. Monero se v esperanto prevede kot kovanec. Tako Van Saberhagen kot tudi »thankful_for_today« ostajata anonimna. 
Monero ima za bitcoinom in ethereumom tretjo največjo skupnost razvijalcev.  Trenutni vzdrževalec protokola je južnoafriški razvijalec Riccardo Spagni. Večina osrednje razvojne ekipe se je odločila ostati anonimna.
Za izboljšanja monerovega protokola in lastnosti je deloma zadolžen laboratorij Monero Research Lab (MRL). Ta je del menjajoče se ekipe raziskovalcev, znanstvenikov, kriptografov in razvijalcev. Podobno kot jedrna ekipa ostaja del ekipe MRL anonimen ali drugače deluje psevdonimno.

## Zasebnost
Monerove ključne značilnosti so tiste, ki se nanašajo na zasebnost in anonimnost. Čeprav gre za javno in decentralizirano knjigo, so naslovi uporabnikov in zneski transakcij zakriti. To je drugače kot pri bitcoinu, pri katerem so vsi podatki o transakcijah, naslovi uporabnikov in zneski denarnic javni in pregledni. Te lastnosti so moneru zagotovile zvestobo kriptoanarhistov, ciferpankerjev in zagovornikov zasebnosti.
Transakcijski izhodi ali zapisi o uporabnikih, ki uporabljajo monero, so zakriti s krožnimi podpisi, ki združujejo pošiljateljeve izhode z drugimi lažnimi izhodi. Šifriranje zneskov transakcij se je začelo leta 2017 z uvedbo zaupnih krožnih transakcij (RingCTs). Razvijalci so uvedli tudi metodo dokaza z ničelnim vedenjem »Bulletproofs«, ki dokazuje, da je bila transakcija opravljena, brez podatka o njeni vrednosti. Prejemniki monera so zaščiteni z »zakritimi naslovi«, ki jih ustvarijo uporabniki za prejem sredstev, niso pa sledljivi za lastnika kot opazovalca omrežja. Te zasebnostne možnosti se v omrežju uporabljajo po privzetem, čeprav uporabniki lahko delijo ključ zasebnega pogleda, da omogočijo pregled svoje denarnice tretjim osebam, ali ključ transakcije za pregled transakcije.

### Krožni podpisi
Monero je nastal na podlagi protokola CryptoNote, ki enkratne krožne podpise uporablja kot osnovni kriptografski primitiv za zagotavljanje anonimnosti, zdaj pa temelji na RandomX, ki kaznuje rudarjenje z GPU in ASIC. 10. januarja 2017 so bile uvedene zaupne krožne transakcije (RingCT), različica krožnih podpisov.  RingCT imajo dve komponenti. Prva so krožni podpisi Večplastne povezljive spontane anonimne skupine (MLSAG), ki zakrijejo pošiljatelja transakcije. Druga so zaupne transakcije (CT), ki uporabljajo zavezo Pedersen za skritje zneskov transakcij.

### Zakriti naslovi
Monero uporablja za skrivanje naslovov prejemnikov protokol za zakritje naslova z dvojnim ključem (DKSAP), s katerim ustvari enkratni zakriti naslov. Tega ustvari pošiljatelj v imenu prejemnika z uporabo dveh podatkov. Prvi je skupna skrivnost, ustvarjena z dogovorom o Diffie–Hellmanovem ključu z eliptično krivuljo. Drugi je javni ključ prejemnika, ki aktivno preišče verigo blokov, zazna, ali je transakcija namenjena njegovemu naslovu, in za dostop do sredstev pridobi zasebni ključ tega enkratnega javnega ključa.

### Neprebojne zaščite
Oktobra 2018 je monerova ekipa uvedla neprebojne zaščite, tj. neinteraktivni protokol NIZKP z ničelnim vedenjem (NIZKP).  Pri razponskem preverjanju RingCT je nadomestil Borromove krožne podpise. Neprebojne zaščite so znatno zmanjšale velikost transakcij, kar je pospešilo preverjanje in zmanjšalo provizije.

### Dandelion++
Monero uporablja za zakritje IP-naslovov naprave, ki je ustvarila transakcijo, postopek propagacije oddajanja transakcije. Nova podpisana transakcija se sprva posreduje samo enemu vozlišču v monerovem medvrstniškem komunikacijskem omrežju, za določitev, kdaj naj bo nova podpisana transakcija poslana samo enemu vozlišču ali oddana številnim vozliščem, pa se v postopku, imenovanem poplavljanje, uporablja večkraten verjetnostni postopek.   Zasnovo takega propagacijskega postopka za izboljšanje zasebnosti sta spodbudila rastoč trg za širokopovršinsko analizo kriptovalut in morebitna uporaba botnetov za to analizo.

### Pregledovanje
Zaradi izvorne zasnove monera tretje osebe privzeto ne morejo opazovati ali preverjati transakcij, vendar lahko udeleženci transakcij tretjim osebam posredujejo kriptografske informacije in dovolijo pregled. Lastnik denarnice lahko deli ključ zasebnega pogleda. Ključ zasebnega pogleda omogoča opazovanje sredstev, ki so poslana v denarnico, na ustrezajočem naslovu denarnice, vendar ga ni mogoče uporabiti za porabo teh sredstev. Pošiljatelj monera lahko drugim tudi dokaže, da je bilo plačilo izvedeno. To stori z zagotovitvijo niza, imenovanega transakcijski ključ. S transakcijskim ključem so vidni cilji vseh sredstev, prenesenih v eni transakciji.

### Prizadevanja za sledenje transakcij
Aprila 2017 so raziskovalci izpostavili tri glavne grožnje zasebnosti uporabnikov monera. Prva temelji na izkoriščanju velikosti krožnih podpisov in možnosti prikaza izhodnih zneskov. Druga, »izkoriščanje združevanja izhodov«, vključuje sledenje transakcijam, pri katerih dva izhoda pripadata istemu uporabniku, na primer pri pošiljanju sredstev samemu sebi (»vrtinčenje«). Tretja, »časovna analiza«, kaže, da je napovedovanje pravega izhoda v krožnem podpisu lahko preprostejše, kot se je domnevalo prej. Razvojna skupina za monero je odgovorila, da je prvo skrb že obravnavala z uvedbo RingCT-jev januarja 2017, pa tudi z določitvijo minimalne velikosti krožnih podpisov marca 2016.
Leta 2018 so raziskovalci v prispevku z naslovom »Empirična analiza sledljivosti v verigi blokov Monero« predstavili možne ranljivosti. Monerova  skupina se je na prispevek odzvala marca 2018.
Septembra 2020 je kazenskopreiskovalni oddelek ameriške Službe za notranje prihodke (IRS-CI) objavil nagrado v višini 625.000 ameriških dolarjev za pogodbene izvajalce, ki bi lahko razvili orodja za pomoč pri sledenju monera, drugih kriptovalut z izboljšano zasebnostjo, bitcoinovega omrežja Lightning Network ali drugih protokolov »plasti 2«. IRS je sporočila, da postajajo zasebnostni kovanci vedno bolj priljubljeni tako med vlagatelji kot med kriminalci. Naročilo je oddala skupinama za analizo verig bloko Chainalysis in Integra FEC.

## Rudarjenje
Monero je zasnovan tako, da je odporen proti rudarjenju z integriranimi vezji (ASIC), ki se običajno uporablja za rudarjenje drugih kriptovalut, kot je bitcoin.  Z manjšo učinkovitostjo ga je mogoče rudariti na strojni opremi za potrošnike, kot so x86, x86-64, ARM in grafični procesorji, kar je konceptna odločitev na podlagi nasprotovanja centralizaciji rudarjenja z ASIC-rudarjenjem, povzročila pa je veliko priljubljenost monera med rudarji, ki za rudarjenje uporabljajo izkoriščevalsko programje. In October of 2021 the Monero project introduced P2Pool, a mining pool running on a sidechain which gives participants full control of their node as with solo mining configurations.

## Nezakonita uporaba
Zaradi zasebnostnih lastnosti je monero postal priljubljena kriptovaluta za nedovoljene namene.  

### Temni trgi
Monero je običajno sredstvo menjave na temnih trgih. Avgusta 2016 je temni trg AlphaBay svojim prodajalcem dovolil, da začnejo monero sprejemati kot alternativo bitcoinu. Agencija Reuters je leta 2019 poročala, da monero sprejemajo trije od petih največjih temnih trgov, čeprav je bil najpogostejša oblika plačila na teh trgih še vedno bitcoin.

### Rudarska zlonamerna koda
Hekerji so vdelali zlonamerno kodo v spletna mesta in aplikacije, ki ugrabijo procesorje žrtev za rudarjenje monera.  Konec leta 2017 so ponudniki storitev za zaščito pred virusi in zlonamerno kodo blokirali Coinhive, javaskriptno izvedbo rudarjenja monera, ki je bila vdelana v spletna mesta in aplikacije, v nekaterih primerih zaradi hekerjev. Coinhive je skript ustvaril kot alternativo oglasom; spletno mesto ali aplikacija bi ga lahko vdelala in uporabila CPU obiskovalca spletnega mesta za pridobivanje kriptovalute med uporabo vsebine spletnega mesta, pri čemer bi lastnik mesta ali aplikacije prejel odstotek izkopanih kovancev. Nekatera spletna mesta in aplikacije so to storile brez obveščanja obiskovalcev, nekateri hekerji pa so to izvedli tako, da so porabili vse razpoložljive sistemske vire obiskovalcev. Posledično so skript blokirala podjetja, ki ponujajo naročniške sezname za blokiranje oglasov, protivirusne storitve in storitve proti zlonamernemu programju.  Coinhive so pred tem našli skrit v pretočnih platformah, ki so bile v lasti Showtima, pa tudi v dostopovnih Wi-Fi točkah kavarn Starbucks v Argentini.  Leta 2018 so raziskovalci našli podobno zlonamerno kodo, ki je rudarila monero in ga pošiljala Univerzi Kim Il-sung v Severni Koreji. 

### Izsiljevalska koda
Monero včasih uporabljajo skupine izsiljevalcev. Po podatkih CNBC je bil v prvi polovici leta 2018 monero uporabljen v 44 % kriptovalutnih izsiljevalskih napadov.
Shadow Brokers, ena od skupin, odgovornih za napad z izsiljevalskim programjem WannaCry leta 2017, je poskušala odkupnino, ki so jo zbrali v bitcoinih, zamenjati za monero. Spletni mesti Ars Technica in Fast Company sta poročali, da je bila menjava uspešna,  portal BBC News pa je poročal, da je ponudnik storitve, ki jo je poskušal uporabiti kriminalec ShapeShift, zanikal kakršen koli tak prenos. Shadow Brokers so monero začeli sprejemati kot plačilo pozneje leta 2017.
Leta 2021 so CNBC, Financial Times in Newsweek poročali, da se je povpraševanje po moneru povečalo po izterjavi odkupnine v bitcoinih, plačani v kibernetskem napadu na Colonial Pipeline.   Maja 2021 je vdor prisilil upravnika plinovoda k plačilu 4,4 milijona dolarjev odkupnine v bitcoinih, čeprav je ameriška zvezna vlada naslednji mesec velik del sredstev zaplenila. Skupina za napadom, DarkSide, običajno zahteva plačilo bodisi v bitcoinu bodisi v moneru, vendar zaradi povečanega sledljivostnega tveganja za plačila v bitcoinih zaračuna 10–20-% premijo. Izsiljevalska skupina REvil je leta 2021 odpravila možnost plačila odkupnine v bitcoinih in sprejemala samo monero. Pogajalci skupin, ki žrtvam pomagajo plačati odkupnino, so se obrnili na razvijalce monera, da bi lahko razumeli to tehnologijo. Kljub temu je po poročanju CNBC bitcoin še vedno izbrana valuta, ki jo zahteva večina izsiljevalcev, saj zavarovalnice zaradi sledljivostnih vidikov niso pripravljene izplačevati odkupnin v moneru.

### Regulativni odzivi
Pripisovanje monera nezakonitim trgom je vplivalo na to, da so se nekatere borze odrekle ponudbi trgovanja z njim. To je uporabnikom otežilo menjavo monero za fiduciarne valute ali druge kriptovalute. Borze v Južni Koreji in Avstraliji so zaradi regulativnih pritiskov monero in druge zasebnostne kovance odstranile s seznama trgovanih valut.
Leta 2018 sta Europol in njegov direktor Rob Wainwright zapisala, da se bodo kriminalci v enem letu preusmerili z uporabe bitcoinov na monero, pa tudi ethereum, Dash in Zcash. Bloomberg in CNN sta poročala, da je povpraševanje po moneru posledica tega, da so oblasti postale boljše pri nadzoru nad bitcoinom.

## Javnost
- Potem ko so številne spletne plačilne platforme po shodu Unite the Right leta 2017 ukinile dostop belim nacionalistom, so nekateri izmed njih, med njimi Christopher Cantwell in Andrew Auernheimer (»weev«), začeli uporabljati in promovirati monero.[62] [63]
- Decembra 2017 je monerova ekipa objavila sporočilo o partnerstvu s 45 glasbeniki in več spletnimi trgovinami, da bi se monero lahko uporabljal kot način za plačilo blaga.[64] [46]
- Novembra 2018 je projekt Bail Bloc izdal mobilno aplikacijo, ki rudari monero za zbiranje sredstev za obdolžence z nizkimi dohodki, ki drugače ne morejo pokriti varščine.[65] [66]